# Juan Sanz
Juan [Miguel] Sanz (Épila, ¿? - Madrid, 14 de octubre de 1674) fue un organista, compositor y maestro de capilla español.

## Identificación
Existen varios músicos con el nombre de «Juan Sanz» que estuvieron activos en el siglo XVII, que podrían corresponderse con este o no, y que a menudo son confundidos con este:
- Juan Sanz, racionero sochantre de la Catedral de Burgos, que opositó para tenor en la Catedral de Toledo en junio de 1599.
- Juan Sanz Gutiérrez, natural de Turmiel, racionero de la Catedral de Toledo desde 1602.
- Juan Sanz, organista del hospital de Huesca, que en 1604 opositó sin éxito a la organistía de la Catedral de Huesca con Domingo Lumbierre y que en septiembre de 1616 la consiguió finalmente.
- Juan Sanz de Ávila, capellán y cantor de la Capilla Real de Madrid.
- Juan Sanz de Blas, capellán y cantor jubilado de la Capilla Real de Madrid en 1653-54.

## Vida
Juan Sanz nació em Épila en fecha desconocida, hijo de Domingo Sanz e Isabel Zaracuellos y Aróstegui. Fue hermano mayor de José Sanz, posteriormente organista de la catedral de Sevilla, y de Domingo Sanz, organista de la Catedral de Toledo. Se desconoce cual fue su formación musical, pero seguramente se formó dentro de la escuela polifónica aragonesa. El fallecido musicólogo Arcadio de Larrea en su documentación afirma que Juan Sanz fue organista de la catedral de Zaragoza, pero el hecho no ha podido confirmarse de forma independiente, aunque existen numerosas composiciones de Sanz en el Archivo de música de las catedrales de Zaragoza.
En la Colegiata de Santa María la Mayor de Calatayud aparece un Juan Sanz que pudiera tratarse de este,

[...] en 9 de julio de 1648 Juan Sanz vecino de Cariñena i músico de esta iglesia hizo elección de esta parroquia.
Archivo de Santa María de la Mayor de Calatayud, Cinco libros desde 1560 a 1664, vol. 1, fol. 15v

Las primeras noticias que se tienen de él son de su estancia en el Real Monasterio de la Encarnación de Madrid como organista, cargo que ocupaba antes de 1653. Se sabe por una recomendación que realizó Carlos Patiño, uno de los músicos más prestigiosos de España en ese momento, a la catedral de Sevilla.

### Estancia en la Catedral de Sevilla
El 13 de octubre de 1652 fallecía Andrés Martínez, racionero organista de la catedral de Sevilla. El cabildo publicó los edictos y tuvo que ampliarlos hasta finales de enero de 1563, ya que el único candidato que se había presentado era Pedro Jalón Tejada, segundo organista de la catedral. Se volvieron a prorrogar y, sin éxito, se decidió mantenerlos abiertos hasta proveer la plaza. Las oposiciones se realizaron finalmente el 7 de marzo de 1653, participando el mencionado Jalón, el maestro Quesada, organista de la colegiata de El Salvador de Sevilla, y Sanz, que había sido recomendado por Carlos Patiño. Las oposiciones se alargaron por dos día y finalmente el cabildo eligió a Juan Sanz para el cargo.
El 15 de marzo pedía licencia para trasladarse a Madrid por dos meses y traer su casa a Sevilla. En julio se le daban 200 ducados como ayuda de costa por haber traído su casa. El 1 de octubre de ese año se marchaba Pedro Jalón de Tejada, el segundo organista, por lo que Sanz tuvo que sumar las obligaciones del segundo organista a las suyas. En mayo de 1654 se le pagaban 150 ducados de ayuda de costa por la ocupación del segundo órgano, pero a finales de octubre ya solicitaba que se proveyera el cargo. En ese momento se le pagaron 200 ducados de ayuda de costa, pero la segunda organistía no se ocuparía hasta el 23 de mayo de 1657, fecha en la ingresaba José o Joseph Sanz, el hermano de Juan.
El 26 de marzo de 1658, tras el fallecimiento de Juan Quesada, Sanz fue nombrado maestro de los seises, un cargo que en la Catedral de Sevilla estaba separado del magisterio de la capilla. Desde el 8 de marzo del año anterior ya había estado realizando las responsabilidades del cargo:

Este día encargó el Cabildo la educación y enseñanza de los Seises de esta Santa Iglesia al Racionero Juan Sanz, organista, y que los llevase a su casa adonde cuidase de ellos con la satisfación que su señoría tenía del dicho. Y que se le acudiese para el sustento de los dichos por certificación suya de los maravedíes señalados para este ministerio. Y que viniesen vestidos con sus sobrepellices cuando viniesen al coro. Y que esto fuere por ahora, mientras durase la voluntad del Cabildo.
Actas capitulares de la Catedral de Sevilla, 8 de marzo de 1657 fol. 17v.

El maestro de seises era responsable de tener a los niños en su casa, alimentarlos y educarlos, sobre todo en música. Suponía un ingreso más, ya que el cabildo pagaba por la manutención de los cantores; se le ofreció la cátedra de melodía y el salario de sus antecesores, sin el trigo. Pero no era un cargo fácil y era habitual en las catedrales españolas que hubiese quejas entre los infantes y roces con el cabildo por su causa. El «Tesoro de Noticias [...]» de Juan de Loyasa da noticias del caso de Sanz:

Los seises los tendrá en su casa el racionero Juan Sanz, maestro de capilla que vivía dentro de santa Marta [...] i ellos se quexaron de que los trataba mal en la comida [...] informado el cabildo se los quitó y dio a Don Gabriel de Villareal [en 1665], que avia sido seises y era capellán de choro y le dio a como se dixo en el capitulo antecedente la cátedra de canto llano del collegio.

En 1658 se le dio licencia para ausentarse de Sevilla por tres meses, durante los que lo sustituiría su hermano. Aprovechó para buscar seises, para lo que llegó hasta Navarra.
El 6 de abril de 1659 fallecía Luis Bernardo Jalón, el maestro de capilla. Se encargó a Juan Sanz que compusiese los villancicos de Semana Santa.

Este dia propuso el Sr. Arcediano de Sevilla, que en el interin que avia de Maestro de Capilla, juzgaba por cosa precisa el que su Señoria hiziera eleccion de persona que asistiese a este ministerio, por las fiestas que ocurrian, que eran muchas, y que si su señoria gustare Juan Saens, organista asistira, pues es sujeto de toda aprobacion y que de muchas Iglesias de España le consultan en este ministerio, el Cavildo mando llamarse para determinar en dicha proposicion.
Actas capitulares de la Catedral de Sevilla, 28 de abril de 1659 fol. 30v.

Este dia estando el Cav. llamado para determinar en la proposicion del señor Arcediano de Sevilla, serca de que en el interin que ocurren opositores para el Magisterio de Capilla, asista el racionero Juan Sans en la composicion de los Villancicos, y aviendose votado salio por maior parte, el que asista a este efecto solo, sin que se introdusca en el gobierno de la Capilla, ni lleve el compas, ni intervenga mas que en lo referido.
Actas capitulares de la Catedral de Sevilla, 30 de abril de 1659 fol. 33v.

El cabildo encargó a Carlos Patiño que buscase a un maestro adecuado y este respondió con una carta el 23 de mayo de 1659, recomendando a Pedro Martínez Vélez, maestro de las Descalzas Reales de Madrid. Mientras se encargaba a Sanz de que además llevase el compás de la capilla, el cabildo nombró maestro de capilla a Martínez Vélez el 26 del mismo mes. No hubo éxito con Martínez Vélez, por lo que se nombró a Francisco Ruiz Samaniego, que sin embargo no aceptó sin antes consultar las condiciones, que no le convencieron. El hecho indica una decadencia de la catedral, que ya no era capaz de atraer a los maestros por su prestigio y sus condiciones económicas. Finalmente, el 29 de octubre se publicaron los edictos para la realización de unas oposiciones.
Entretanto, Sanz había informado al cabildo el 30 de junio de 1660 que se le había ofrecido desde la catedral de Málaga el magisterio, con una ración completa, silla alta en el cabildo con derecho a voto e iguales condiciones para su hermano José en la ración de órgano. Los hermanos Sanz, a pesar de su exquisita cortesía con el cabildo, usaron sin duda esta oferta para presionar al cabildo a conceder el magisterio a Juan y una ración de órgano para José. Y con éxito, ya que el cabildo se movió pronto para entregar a Juan de forma interina el magisterio con un salario adicional, que no con la ración del maestro de capilla, y conseguir la media ración de contrabajo para el segundo organista, José. El 23 de abril de 1661, tras los fracasos con Martínez Vélez y Ruiz Samaniego, y las presiones desde Málaga, el cabildo finalmente decidió entregar el magisterio a Juan Sanz.

Este dia estando el Cabildo llamado ante diem para probeer el Magisterio de Capilla de esta Sta. Iglesia, se voto por habas blancas y negras si se daria dicho Magisterio a Juan Sanz Racionero Organista de esta dicha Sta. Iglesia en la misma conformidad que lo tenia el Maestro Luis Bernardo Jalon, con doscientos ducados de augmento y manuales con asistencia aellos. La blanca que se le de en esta conformidad la negra que no, y aviendose votado y regulado los votos, uvo quaerenta y seis habas blancas y ocho negras. Con que el Cabildo por su mayor parte nombro por Maestro de Capilla de esta Sta. Iglesia en la conformidad referida a el dicho Juan Sanz. y en quanto ala Capa de choro, se le da sin perjuicio de esta Cabildo y del de Señores Canonigos in sacris, y con declaracion que por este acto no adquiera derecho quien no le tuviere assi en quanto a la propiedad como ala possession. Y para que se vea a qual de los dos Cabildos toca y perteneced el dar dicha Capa de choro nombraron a los señores.... Racioneros, para que vean y confieran todo lo que en razon de esto huviere y lo refieran ael Cabildo para que tome la resolucion que pareciere y fuere servido.
Actas capitulares de la Catedral de Sevilla, 23 de abril de 1661 fol. 35

Se informó a Juan Sanz en su casa, ya que se encontraba enfermo, y se le requirió que renunciase a su media ración de organista, ya que los cargos eran incompatibles, pero se le encargó del cargo de segundo organista, por el que recibía 200 ducados y 24 fanegas de trigo, y el órgano del Sagrario, por el que recibía 53 ducados y 12 fanegas de trigo. La primera organistía sería para su hermano José. Sin embargo continuó con la responsabilidad del maestro de seises y la cátedra de melodía, lo que queda patente en una queja del maestro de agosto de 1663 en la que afirma no recibir suficientes dineros para la manutención de los infantes y su falta de tiempo para educarlos. Los mismos infantes se quejaban en julio de 1665, lo que llevó al nombramiento de Gabriel de Villareal para sustituir al maestro cuando estuviese impedido. Finalmente, en mayo de 1666 el cabildo retiraba definitivamente al maestro la responsabilidad de los seises. El salario total del maestro, contando todos sus ingresos, incluyendo lo que cobraba por fiestas externas, sería de unos 1050 ducados anuales.
Los años siguientes fueron sin sobresaltos y el maestro realizaba sus responsabilidades en la capilla de música a satisfacción del cabildo. Sin embargo, la salud del maestro Sanz nunca fue del todo buena, por lo que se puede colegir de las actas capitulares. En 1670 su hermano José partía a Roma con el cardenal Portocarrero, renunciando a la organistía en Sevilla. Se trató de atraer para el cargo al hermano, Domingo Sanz, organista de la Catedral de Toledo, pero sin éxito. Tres años más tarde, el 11 de febrero de 1673, enfermo, también partía en maestro Sanz de Sevilla.

Este mismo dia haviendo requerido el Sr. Mayordomo del Comunal la falta que hazia el Maestro de Capilla y que se tenia por zierto el que le tenian rezivido por organista en la Capilla Real, se sirviese el Cabildo de dar Providenzia, al Magisterio que io el infraescrito Secretario dixe como su hermano Joseph Sanz organista que es oy de la Sta. Iglesia de Toledo me havia dicho y asegurado que el dicho su hermano estava rezevido por el Sr. Patriarcha con 600 ducados de salario, quarto de casa y una Abadia o Beneficio en el Reino de Aragon y que asi vien podia el Cabildo probeer el Magisterio y haviendome oydo el Cabildo me ordeno y mando viese al Maestro de Capilla y supiese deel que resoluzion tomava y que con lo que respondiese diera aviso al Sr. Dean para que juntase Cabildo para oir la respuesta.
Actas capitulares de la Catedral de Sevilla, 21 de febrero de 1673 fol. 18

Este dia dixe al Cabildo como haviendo visto al Racionero Juan Sanz, Maestro de Capilla desta Sta. Iglesia para saver la resoluzion en su viaxe y si era zierto yba a ser oydo solamente o como su Hermano me avia dicho estava rezevido en la Capilla Real por maestro organista para cuyo efecto se le havian librado por orden del Sr. Patriarcha 200 ducados para el viaxe que de ser asi seria prezisso dar Providenzia al Magisterio de Capilla pues conocia que hacia tres meses que estava sin persona que le governase y asistiese y que no seria razon tubiese a la Iglesia entretenida pues devia
reconozer de los animos de todos los Sres. Capitulares quanto havian deseado sus combenienzias y que no estrañaban ni estrañarian las solizitase mayores en la Corte aun quando faltase la orden de su Magestad [...]
Actas capitulares de la Catedral de Sevilla, 22 de febrero de 1673 fol. 18v.

La marcha de Juan Sanz a la Capilla Real de Madrid es una muestra de la paulatina decadencia de la Catedral, de la que en siglo y medio ningún maestro de capilla abandonado su cargo, falleciendo o jubilándose todos los anteriores en el magisterio.
Antes de su partida, se realizó un inventario de los «Libros de canto de órgano» de la Catedral de Sevilla que estaban en poder del maestro. Se entregaron al tiple Andrés García, que ocupó el magisterio de forma interina hasta la llegada de Miguel Tello desde Murcia.

### Partida a Madrid y fallecimiento
Juan Sanz permaneció por poco tiempo como organista de la Capilla Real de Madrid, falleciendo el 14 de octubre de 1674, siendo enterrado en la iglesia de clérigos menores de San Felipe Neri. El 22 de octubre de 1674, José Sanz, en ese momento organista de la Catedral de Toledo, era nombrado único heredero del maestro Juan Sanz.

## Obra

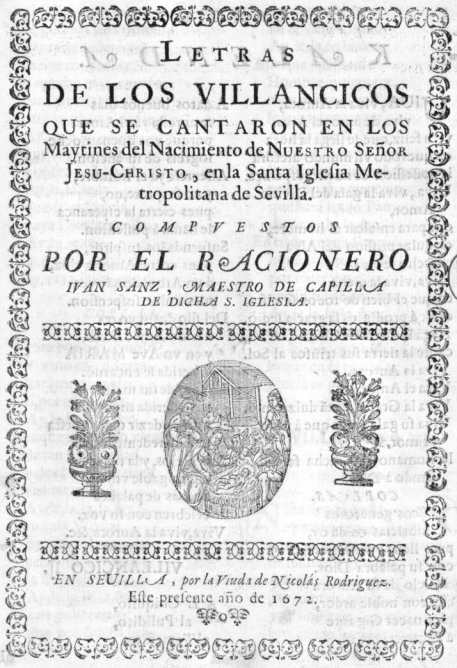
Letras de los villancicos que se cantaron en los Maytines del Nacimiento de ... Jesu-Christo, en la ... Iglesia Metropolitana de Sevilla; compvestos por el Racionero Ivan Sanz, Maestro de Capilla de dicha ... Iglesia (1672), editado por la Viuda de Nicolás Rodríguez en Sevilla

Durante su estancia sevillana, Juan Sanz compuso numerosos villancicos, muchos de los cuales se conservan en la Biblioteca Nacional de España y en las catedrales de Huesca y Jaca:
- Letras de los villancicos que se cantaron en los maytines del nacimiento de ... Iesu Christo, en la ... iglesia metropolitana de Sevilla (1661); Letras de los villancicos que se cantan en la ... iglesia metropolitana de Sevilla, en los maytines de la Epifanía de ... Iesu Christo este año de 1666
- Letras de los villancicos qe se cantaron en la ... iglesia metropolitana de Sevilla, en los maytines de la Inmaculada Concepción de la Virgen María (1666)
- Letras de los villancicos que se cantaron en los maytines de la Inmaculada Concepción de Nuestra Señora ... en la iglesia metropolitana de Sevilla (1670)
- Letras de los villancicos que se cantaron en el coro de la ... iglesia metropolitana de Sevilla, a la venida del Espíritu Santo (1671)
- Letras de los villancicos que se cantaron en los maytines del Nacimiento ... de Iesu Christo, en la ... iglesia metropolitana ... de Sevilla (1671)
- Letras de los villancicos que se cantaron en el coro de la ... iglesia metropolitana de Sevilla, a la fiesta del rey San Fernando (1671)
- Letras de los villancicos que se cantaron en los maytines de la Inmaculada Concepción de Nuestra Señora ... en la ... iglesia metropolitana de Sevilla (1672)
- Letras de los villancicos que se cantaron en los maytines del Nacimiento de ... Jesu Christo, en la iglesia metropolitana de Sevilla (1672)
- Letras de los villancicos que se cantaron en los maytines de la Epiphanía de ... Jesu Christo, en la ... iglesia metropolitana de Sevilla (1673)